# Здание «Киевметростроя»
Здание «Киевметростроя» — административное здание управления строительства киевского метрополитена, расположено на Прорезной улице, 8. К комплексу сооружений относилось соседнее здание № 6, в которой размещался клуб «Киевметростроя».
Здание после восстановления в 1953 году полностью изменило внешний вид и получило черты советского неоклассицизма.

## История участка
В 1874 году от Прорезной улицы проложили Музыкальный переулок. В 1907—1909 годах здесь, на участке № 3, построили городской ломбард в стиле рационального модерна. Операционные помещения и кладовые спроектировал архитектор Василий Осьмак.

## Восстановление и использование здания
Здание ломбарда значительно пострадало в сентябре 1941 года после подрыва советскими диверсионными группами ряда домов в центре Киева и последующего пожара.
В 1949 году в Киеве было создано управление строительства метрополитена «Киевметрострой». Предполагалось разместить управления на первом этаже дома работников «Метростроя» на Московской, 5/2. В то же время для нового учреждения начали восстановление разрушенного ломбарда по проекту Игоря Масленкова. Коробку выгоревшего изнутри сооружения украсили новым фасадом в стиле советского неоклассицизма и пробили сквозную арку для проезда на проложенную Новопушкинскую улицу (теперь — улица Бориса Гринченко). Восстановительные работы провели в 1952—1953 годах. Соседнее здание № 6 также передали на баланс «Киевметростроя».
В 1960-х годах в клубе «Киевметростроя» проводил репетиции и выступления самодеятельности Молодёжный эстрадный ансамбль под руководством актёра театра имени Леси Украинки Владимира Чеплевского. В 1962 году в Киев приехал американский джазовый кларнетист Бенни Гудмен, корни которого были из Белой Церкви. Партийное руководство решило пригласить его в клуб и показать мастерство игры молодёжного коллектива. Джазмен в память о встрече подарил музыкантам несколько своих оркестровок с автографом.
В 1979—1988 годах помещение клуба арендовал Молодёжный театр, который впоследствии переехал на Прорезную, 17. Первый театральный сезон открыли 26 апреля 1980 года лирико-драматической пьесой «С весной я к тебе вернусь!» Алексея Казанцева.

## Архитектура

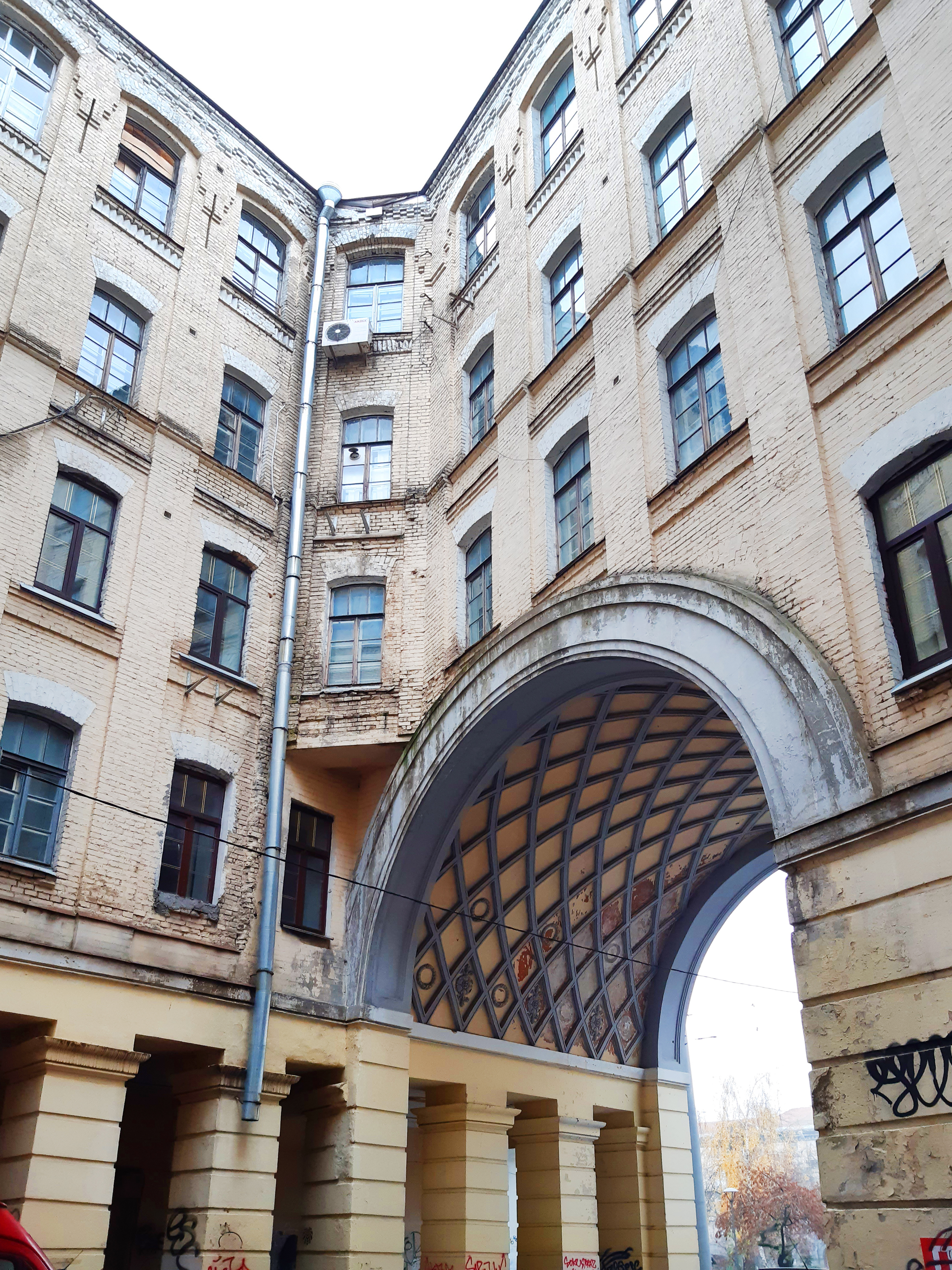
Уцелевшая часть бывшего ломбарда с новой аркой

Дом пятиэтажный. Декор цоколя имитирован под рваный камень. Второй и третий этажи рустованные. Фасады украшены пилястрами на уровне четвёртого — пятого этажей.
Торжественно и монументально решение трёхпрогонного арочного проезда. Арки с противоположных сторон здания фланкированы колоннами с женскими и мужскими фигурами метростроевцев. Аттик со стороны Прорезной улицы украшен символикой метрополитена и датой «1952».
Фасад уцелевшей части фасада бывшего ломбарда украшен кадуцеем Гермеса (Меркурия).